# المنظر (ملحان)

تعديل مصدري - تعديل

المنظر هي إحدى قرى عزلة الروضة بمديرية ملحان التابعة لمحافظة المحويت، بلغ تعداد سكانها 179 نسمة حسب تعداد اليمن لعام 2004.